# Streptococcus gordonii
Streptococcus gordonii is een Gram-positieve bacterie die behoort tot de eerste kolonisatoren van het parodontale milieu. Het organisme heeft, samen met verwante orale streptokokken, een hoge affiniteit voor moleculen in de speekselkorrel (of coating) op tandoppervlakken. Streptococcus gordonii kan daarom snel schone tandoppervlakken koloniseren, en Streptococcus gordonii vormt samen met verwante organismen een hoog percentage, tot 70%, van de bacteriële biofilm die zich op schone tandoppervlakken vormt. Streptococcus gordonii is over het algemeen onschadelijk in de mond, maar kan acute bacteriële endocarditis veroorzaken als hij er systemisch toegang toe krijgt. Streptococcus gordoniivormt ook een aanhechtingssubstraat voor latere kolonisatoren van het tandoppervlak en kan de pathogeniciteit van deze secundaire kolonisatoren moduleren via interspecies communicatiemechanismen.
De volledige genoomsequentie van Streptococcus gordonii CCUG 33482 type stam werd gedeponeerd en gepubliceerd in DNA Data Bank of Japan, European Nucleotide Archive en GenBank in 2016 onder het toetredingsnummer LQWV000000.